# Juan de Padilla (Dichter)
Juan de Padilla (* um 1468 in Sevilla; † 1522) war ein spanischer Dichter.

## Leben
Padilla wurde Kartäusermönch und ist daher auch als „El Cartujano“ bekannt. Der Autor einiger Romanzen ist besonders durch seine zwei langen religiösen Gedichte, „Retablo de la vida de Jesús Cristo“ (1513) und „Los doce triunfos de los doce apostolos“ (1521) hervorgetreten. Er ahmte den Stil des Dichters Juan de Mena aus dem 15. Jahrhundert nach und verwendete allegorische Darstellungen.